# Praia de Paripueira
Paripueira é um praia brasileira localizada no município de Paripueira no estado de Alagoas.